# اريك شيلتون (فنان قتال مختلط)
اريك شيلتون (بالإنجليزية: Eric Shelton) هو فنان قتال مختلط أمريكي، ولد في 2 فبراير 1991 في لوتون في الولايات المتحدة.

## وصلات خارجية
- اريك شيلتون على موقع بوكس ريك (الإنجليزية) (registration required)
- اريك شيلتون على موقع يو إف سي (الإنجليزية)
- اريك شيلتون على موقع شيردوغ (الإنجليزية)
- اريك شيلتون على موقع IMDb (الإنجليزية)